# Piotr Firlej z Dąbrowicy (zm. 1499)
Piotr Firlej z Dąbrowicy herbu Lewart (zm. 1499 r.) – sędzia i pisarz ziemski lubelski. 

## Życiorys
Zamek w Dąbrowicy, w którym mieszkał, wzniósł jego ojciec w początkach XV wieku. 
Był mężem od 1473 r. Jadwigi Osmólskiej herbu Bończa. Ich synem był Mikołaj Firlej (zm. 1526) – kasztelan krakowski od 1520, hetman wielki koronny w latach 1515–1526. 
Około 1474 roku brał udział przy formowaniu się powiatu lubelskiego (wraz z powiatem urzędowskim i ziemią łukowską) w nowo utworzonym województwie lubelskim ze stolicą województwa w Lublinie. Do tego czasu ziemia lubelska znajdowała się początkowo w ramach księstwa, a następnie województwa sandomierskiego.
Piotr Firlej zakupił przy końcu XV wieku dobra należące wtedy do rodu Janowskich, m.in. Janowiec i stało się to początkiem złotego wieku dla osady. Potomkowie Piotra Firleja w latach 1526-37 wybudowali tu ogromny zamek obronny. 
Jeszcze w 1499 roku Piotr Firlej występował jako świadek - sędzia, przy zabezpieczaniu dóbr miejscowości Wysokie dla córki Jana z Sienna Urszuli Siennickiej.